# Бетховен 5
Бетховен 5 (англ. Beethoven's 5th) — американська сімейна кінокомедія 2003 року, останній фільм у серії про пригоди сенбернара Бетховена.

## Сюжет
У житті життєрадісного і пустотливого сенбернара на прізвисько Бетховен намічається нова дивна пригода! Його господиня Сара на літні канікули вирушає до глухого містечка, де живе її дядько Фредді. А щоб не нудьгувати далеко від дому і дати своїм рідним можливість відпочити від великого сенбернара, що постійно тягає бруд з вулиці і їжу зі столу, Сара бере з собою Бетховена. Треба сказати, вона не прорахувалася: невгамовний пес відразу робить її канікули незабутніми.
Все починається з того, що практично відразу після приїзду до дядька Фредді Бетховен допоміг місцевим жителям розібратися в загадці, що давно не давала їм спокою — «відкопав» здобич, яка ясно вказала, що міська легенда про багатий скарб цілком може виявитися правдою. З цього моменту в житті Бетховена і його господині настали божевільні деньки: всі навколо намагаються подружитися з псом, сподіваючись на його допомогу, а Сара пильно оберігає його і сподівається, що додому вони повернуться цілі й неушкоджені.

## У ролях
| Актор             | Роль               |
| ----------------- | ------------------ |
| Дейв Томас        | Фредді Каблінскі   |
| Фейт Форд         | Джулі Демпсі       |
| Дейві Чейз        | Сара Ньютон        |
| Том Постон        | Джон Гілес / Селіг |
| Кетрін Хелмонд    | Кора Вілкінс       |
| Семмі Кан         | Гарретт            |
| Річард Рілі       | Воун Картер        |
| Клінт Говард      | Овен Таттл         |
| Кетті Гріффін     | Еві Клінг          |
| Джон Ларрокетт    | Гарольд Герман     |
| Родмен Флендер    | Мо Селіг           |
| Тіна Іллман       | Ріта Селіг         |
| Том Мусгрейв      | Джим               |
| Джоель Герт Джонс | Філ Добсон         |
| Елізабет Ворнер   | Місіс Добсон       |